# Абфракция
Абфра́кция (англ. abfraction) — это микроструктурная потеря зубного вещества в областях концентрации напряжения, в целом — то же, что и клиновидный дефект зуба.

## Происхождение термина
Существуют различия в стоматологической терминологии (особенно в иностранной литературе), которые в целом затрудняют употребление понятия «абфракции» (abfraction). Однако в целом он соответствует клиновидному дефекту зубов. Если суммировать, для его обозначения используются следующие термины: некариозный пришеечный дефект, пришеечный дефект неуточнённой этиологии, пришеечная эрозия, пришеечное истирание тканей, абфракция, абразия (abrasion) пришеечной области, абразивный износ зубов в пришеечной области, истощение-абфракция, абразия-абфракция, коррозия-абфракция, коррозия напряжения (англ. stress corrosion), а в ряде случаев также откалывание или отламывание (англ. to break away). Обширный список названий, отражающих различные варианты патогенеза, но определяющих один и тот же дефект твёрдых тканей зубов, свидетельствует о неоднозначности мнения учёных на этио-патогенез заболевания.:56

## Места локализации
Абфракция как правило возникает в пришеечной области зубов, где сгибание может привести к повреждению чрезвычайно тонкого слоя эмалевых призм и к микроперелому цемента корня зуба и дентина. Силы могут быть статическими (возникают во время сжатия челюстей) и циклическими (возникают во время жевания).

## Причины возникновения
Абфракция возникает под влиянием двух факторов: нагрузки на изгиб и материальной усталости тканей зуба в местах расположенных далеко от точки приложения силы. Степень разрушения твёрдых тканей зависит от величины, продолжительности, направления, частоты и места приложения сил.
Системный подход в обосновании этиопатогенеза абфракции, как одной из форм некариозных поражений зубов (эрозий, клиновидных дефектов, патологической стираемости и гиперестезии), их дальнейшего развития, а также полный алгоритм обследования и лечения пациенток впервые был представлен Г. Е. Соловьёвой-Савояровой в диссертации «Некариозные поражения зубов как маркеры гормонально-метаболических нарушений у женщин» (2006—2009), а затем в профильной монографии «Эстрогены и некариозные поражения зубов» (2012). Последние исследования российских учёных и медиков указывают на то, что важнейшую роль в патогенезе некариозных поражений зубов у женщин играют системные гормонально-метаболические нарушения, и в первую очередь — снижение базального уровня эстрадиола в крови.:53-54.

В частности, у женщин с некариозными поражениями зубов выявлено пониженное содержание ионизированного кальция и магния в крови, повышение биохимических маркёров костной резорбции, снижение показателей минеральной плотности костной ткани (по данным денситометрии).:152 Низкая концентрация эстрогенов в крови является ведущей патогенетической причиной развития эрозий, клиновидных дефектов и патологической стираемости зубов у женщин. В то же время женщины, имеющие эту патологию, входят в группу риска развития остеопороза. Именно вследствие этого некариозные поражения зубов (эрозия, абфракция, патологическая стираемость) считаются ранними маркёрами, внешними «сигналами тревоги» формирования остеопении и остеопороза,:131 а сама гиперестезия зубов выполняет функцию осязаемого болевого сигнала организма на растущую дисфункцию.

«Женщины, имеющие некариозные поражения зубов (эрозии, клиновидные дефекты и повышенную стираемость), входят в группу риска развития остеопороза, при этом сами некариозные поражения зубов являются видимыми маркёрами (сигналами тревоги) гормонально-метаболических нарушений в организме».:131— Соловьёва-Савоярова Г.Е., «Эстрогены и некариозные поражения зубов»